# Далгат, Магомед Алибекович
Магомед Алибекович Далгат (30 сентября 1893, с. Урахи, Дагестанская область, Российская империя, — 4 апреля 1942 г. РСФСР, СССР) — российский революционер и государственный деятель, участник Гражданской войны. Первый секретарь Дагестанского обкома КПСС (1923—1928), Председатель ЦИК ДАССР (1922—1923, 1928—1938), Член Президиума ЦИК СССР (1924—1938).

## Биография
Магомед Алибекович Далгат родился в семье служащего в селении Урахи Даргинского округа Дагестанской области.
С юношеских лет он выделялся среди сверстников большой любознательностью, и поэтому его отец Алибек Далгат, кавалер ордена Святого Станислава III степени и георгиевских крестов устроил его среднюю в школу, затем в Темир-Хан-Шуринское реальное училище. Окончил Московский коммерческий институт. В Москве познакомился с Уллубием Буйнакским, с которым после Февральской революции вернулся в Дагестан.
В мае 1917 года в году Темир-Хан-Шура вступил в просветительно-агитационное бюро, созданное по инициативе Уллубия Буйнакского, и развернул энергичную деятельность в аулах по распространению революционных идей среди горцев. В апреле 1918 года во время начала Гражданской войны в Дагестане вошёл в состав Дагестанского Военно-революционного комитета под председательством Коркмасова, вступил в партию большевиков, принимал участие в создании красных отрядов.
После уничтожения советской власти в Дагестане в сентябре 1918 года занимался подпольной деятельностью. В феврале 1919 года на партийной конференции в Кумторкале был создан Дагобком во главе с Уллубием Буйнакский, Магомед Далгат стал секретарём комитета.
После неудачного восстания против Добровольческой армии в Дагестане в июне 1919 года Магомед временно переехал в Азербайджан. Во время второго восстания в начале осени 1919 года Магомед был избран одним из секретарей восстановленного в Баку 4 сентября Дагобкома под руководством Коркмасова и прибыл в селение Леваши для решения организационных вопросов восстания.
После установления советской власти в области в апреле 1920 года был выдвинут в состав Дагревкома.
В сентябре 1920 года в горах Дагестана началось крупное антисоветское восстание, возглавляемое Нажмудином Гоцинским. Дагобком направил Магомеда во главе отряда в Гунибский округ для руководства борьбой против повстанцев. С октября 1920 года руководил обороной осаждённого Гуниба. За это он в 1923 году был награждён орденом Красного Знамени.
В 1938 году в период Большого террора приговорён к длительному сроку заключения и умер в ГУЛАГе. В 1956 году за отсутствием состава преступления был реабилитирован.
Его именем названы улицы в городах: Махачкала, Буйнакск, Дербент, Избербаш, Каспийск, в сёлах: Гуниб, Сергокала, Краснопартизанск, а также Политехническое училище в селе Сергокала.

## Государственная и партийная работа
В 1919—1921 годах — нарком финансов ДАССР. В 1918—1921 годах — председатель Даргинского окружного исполкома. В 1918—1920 годах — комиссар народного хозяйства ДАССР.
1922 год — председатель ДагЦИК, в 1922—1924 годах — заместитель ответственного секретаря Дагобкома КПСС, в 1924 −1928 годах — Первый секретарь Дагестанского обкома КПСС, в 1928 году до назначением председателем ДагЦИК был утверждён вторым секретарём Дагобкома КПСС, в 1929—1938 годах — вновь председатель ДагЦИК и Член Президиума ЦИК СССР.
Магомед Далгат участвовал в модернизации экономики республики, подготовке кадров для народного хозяйства, в решении переселенческого вопроса, проведении реформ земельно-водной и школьного образования Под руководством Магомеда Далгата в республике проводились мероприятия по индустриализации и сплошной коллективизации сельского хозяйства.

## Награды
- Орден Красного Знамени.
- Почётная грамота ЦИК СССР.
- Благодарности ЦИК СССР.
- Почётная грамота ВЦИК РСФСР.

## Семья
Супруга Нана-Ханум Сурхай-ханова, лачка, её род происходит от Сурхай-хана Кази-Кумухского. 
Младший брат — Муртазали Далгат (1913 —1998), Заслуженный учитель РД.
Двоюродные братья — Алибек Тахо-Годи, Гамид Далгат, Абдурагим Далгат.